# Báo săn Bắc Phi
Báo săn Bắc Phi hay còn gọi là báo Sahara hay là báo ma sa mạc hay còn gọi là mèo cát (Danh pháp khoa học: Acinonyx jubatus hecki) là một phân loài báo săn còn tồn tại ở vùng sa mạc Sahara. Loài này được xếp vào danh sách cực kỳ nguy cấp trong Sách đỏ thế giới. Toàn châu Phi chỉ còn gần 250 con trưởng thành sót lại và số lượng ngày càng suy giảm do săn bắn.

## Đặc điểm
Loài báo này thường sống thành nhóm nhỏ trong các hang, động đá trên sa mạc Sahara và các thảo nguyên phía Bắc và phía Tây châu Phi. Chúng có thân hình thon với cái đầu nhỏ, đuôi dài và đốm trên lưng khác với các loài báo khác. Đặc biệt, chúng có khả năng thích nghi tuyệt vời để tồn tại trong điều kiện sa mạc khắc nghiệt với nguồn nước hiếm hoi và nhiệt độ có thể đến 45oC. Đây là loài báo rất hiếm và nhút nhát, do vậy còn được gọi là báo ma sa mạc. Trong vòng 10 năm, chúng chỉ được phát hiện 3 lần và lần đầu tiên các nhà sinh vật học chụp được hình chúng tại sa mạc Sahara, trên địa phận Algeria. Hiện có 4 loài báo săn khác nhau, được nhận diện thông qua các vết đốm trên da.